# Specksauce
Specksauce  wird in Nordwestdeutschland zu Fisch serviert, zum Beispiel zu Matjes oder Scholle. 
Zur Zubereitung wird durchwachsener und geräucherter Speck kleingewürfelt und knusprig gebraten. Der ausgebratene Speck wird zur Seite gestellt und der Fisch wird im heißen Speckfett gebraten (wie etwa bei der Finkenwerder Scholle). 
Aus dem Speckfett wird mit Mehl und Zwiebeln eine sämige Sauce gekocht. Der gebratene Speck kann der Sauce wieder zugegeben werden.